# Zawadka (gmina Koło)
Zawadka – wieś w Polsce położona w województwie wielkopolskim, w powiecie kolskim, w gminie Koło. Obecnie wieś wchodzi w skład sołectwa Powiercie.
W latach 1975–1998 miejscowość należała administracyjnie do województwa konińskiego.

## Historia
Podczas II wojny światowej i krótko także później, przez wieś przebiegała linia kolejki wąskotorowej, łącząca Koło z Dąbiem. Tą trasą Niemcy przewozili więźniów jadących do obozu Kulmhof w pobliskim Chełmnie nad Nerem.